# Список жертв голодомору 1932-1933 рр. у селі Січинці
Голодомо́р 1932—1933 років — геноцид українського народу, організований керівництвом ВКП(б) та урядом СРСР у 1932–1933 роках шляхом створення штучного масового голоду, що призвів до багатомільйонних[1] людських втрат у сільській місцевості на території Української СРР[2] та Кубані[3], переважну більшість населення якої становили українці.
Внаслідок голоду у селі Січинці загинуло близько 56 осіб. На сьогодні встановлено імена 54.
1. Барашок Петро Федорович, укр., 42 р., причина смерті опухлості.
2. Бочинська Олена Степанівна, укр., 1 міс., причина смерті конвульсії.
3. Браславець Феодосія Мартивіївна,укр., 2 р., причина смерті задуха.
4. Браслевич Данило Митрофанович, укр., 47 р., причина смерті опухлості.
5. Брендак Югеліна Олександрівна, укр., 47 р., п.с. опухлості.
6. Брендак Федір Андрійович, укр., 63 р., п.с. опухлості.
7. Бренцак Микола Васильович, укр., 59 р., п.с. опухлості.
8. Ватрасюк Михайло Павлович, укр., 22 р., п.с. опухлості.
9. Витралюк Павло Васильович, укр., 48 р., п.с. опухлості.
10. Гонта Петро Петрович, укр., 43 р., п.с. опухлості.
11. Гончар Килина Йосипівна, укр., 64 р., п.с. опухлості.
12. Гулковський Броніслав Йосипович, укр., 48 р., п.с. опухлості.
13. Коломієць Михайло Михайлович, укр., 44 р., п. с. опухлості.
14. Леміжанський Степан Федорович, укр., 30 р., п.с. опухлості.
15. Мартишин Василь Іванович, укр., 19 р., п.с. опухлості.
16. Мельник Павло Антонович, укр., 18 р., п.с. опухлості.
17. Негесицький Омелян Микитович, укр., 50 о р., п.с.опухлості.
18. Темофієва Фекла Володимирівна, укр., 11 р., п.с. опухлості.
19. Тимофіїва Ганна Володимирівна, укр., 8 р., п.с.опухлості.
20. Тугурський Степан Васильович, укр., 17 р., п.с.опухлості.
21. Черкалюк Никифор Васильович, укр., 52 р., п.с.опухлості.
1. ↑  Гавчук І.К., Гладуняк І.В., Слободянюк П.Я. і т . д. (2008). Національна книга пам'яті жертв голодомору 1932-1933 років в Україні Хмельницька область.Книга 2. Хмельницький: Український інститут національної пам'яті. с. 137-139.